# Peleo Bacci
Peleo Bacci (San Marcello Pistoiese, 17 maggio 1869 – Siena, 10 febbraio 1950) è stato un critico d'arte italiano.

## Biografia
Pèleo Bacci nacque a San Marcello Pistoiese il 17 maggio 1869 e si laureò in Giurisprudenza presso l'Università di Siena nel 1893. Già negli anni di studio universitario - durante i quali si distinse anche per la partecipazione alle attività teatrali goliardiche - iniziò ad occuparsi di storia e di storia dell'arte, pubblicando anche qualche piccolo saggio. Spinto ancora da ideali risorgimentali prese parte alla guerra greco-turca, seguendo come volontario Ricciotti Garibaldi nella spedizione filo-ellenica e partecipando alla battaglia di Domokos in Tessaglia (17 maggio 1897), nella quale i garibaldini subirono gravi perdite per proteggere la ritirata dell'esercito greco. Al suo rientro fu chiamato da Ferdinando Martini ad accompagnarlo, in qualità di segretario particolare, in Eritrea, dove il Martini veniva inviato come governatore dopo il disastroso evento di Adua; dal marzo 1900 al gennaio 1903 Bacci resse come ufficiale coloniale il commissariato di Cheren. Tornato in Italia nel 1903, Bacci entrò nel 1907 nei ruoli del personale del Ministero della pubblica istruzione all'interno dell'amministrazione dei monumenti, gallerie e scavi archeologici, divenendo dapprima ispettore alle Gallerie fiorentine, quindi dal 1910 reggente della Soprintendenza ai monumenti di Pisa e infine dal 1923 al 1941 soprintendente ai monumenti, gallerie e scavi archeologici a Siena. Qui si distinse per i lavori promossi e seguiti per decenni, che accompagnò sempre con una costante attività di infaticabile studioso, capace di unire l'interpretazione iconografica e stilistica, con la ricerca negli archivi e nelle biblioteche. Fu membro dell'Accademia senese degli Intronati, presiedendone a lungo la Sezione d'arte. Pèleo Bacci morì a Siena il 10 febbraio 1950.
Delle sue numerosissime pubblicazioni si ricordano: "Documenti toscani per la storia dell'arte, 2 volumi, Firenze 1910-1912; Jacopo della Quercia. Nuovi documenti e commenti", Siena 1929; "Francesco di Valdambrino emulo del Ghiberti e collaboratore di Jacopo della Quercia", Firenze 1936; "L'elenco delle pitture, sculture e architetture di Siena compilato nel 1625-26 da mons. Fabio Chigi poi Alessandro VII secondo il ms. Chigiano I.I.11", BSSP, XLVI (1939), pp. 197–213, 297-337; "Dipinti inediti e sconosciuti di Pietro Lorenzetti, Bernardo Daddi etc. in Siena e nel contado con documenti critici e 70 illustrazioni", Siena 1939; "Documenti e commenti per la storia dell'arte con numerose illustrazioni", Firenze 1944; "Fonti e commenti per la storia dell'arte senese. Dipinti e sculture in Siena, nel suo contado e altrove", Siena 1944; (con A. Lombardi, F. Iacometti, G. Mazzoni) "Raccolta di nomi e modi di dire in uso nella città di Siena e nei suoi dintorni", Siena 1944.

## Archivio
Pochi mesi dopo la morte di Pèleo Bacci, nei primi giorni di aprile del 1950, il suo erede, Alfred Mair, corrispose alla Biblioteca Comunale di Siena il corposo lascito che Bacci le aveva destinato fin dal 29 novembre 1940, quando, ipotizzando un felice esito per la trattativa di vendita della collezione di autografi e documenti risorgimentali che offriva allora al Comune di Siena, si impegnava a cedere negli anni successivi o post mortem anche la propria libreria e ulteriori manoscritti e opere. L'archivio personale di Pèleo Bacci di circa 6 metri lineari, si articola in 67 unità di condizionamento, costituite da scatole, buste e raccoglitori di vario genere, comprendendo, oltre a documenti di carattere personale, e un'ulteriore sezione di autografi  confluiti nella collezione e alcuni nuclei di documentazione aggregata.
Un secondo fondo di Peleo Bacci è stato acquistato dalla Biblioteca Forteguerriana presso la libreria antiquaria Luigi Gonnelli di Firenze alla metà degli anni '60. Una parte della documentazione, rinvenuta successivamente dal libraio Gonnelli, è stata da questi donata alla biblioteca a integrazione del fondo. L'archivio si compone di tre serie  (documenti personali, corrispondenza, documenti personali ufficiali) più un'appendice.

## Opere
- Documenti toscani per la storia dell'arte, 2 volumi, Firenze, 1910-1912.
- Jacopo della Quercia. Nuovi documenti e commenti, Siena, 1929.
- Francesco di Valdambrino emulo del Ghiberti e collaboratore di Jacopo della Quercia, Firenze, 1936.
- L'elenco delle pitture, sculture e architetture di Siena compilato nel 1625-26 da mons. Fabio Chigi poi Alessandro VII secondo il ms. Chigiano I.I.11, BSSP, XLVI, 1939.
- Dipinti inediti e sconosciuti di Pietro Lorenzetti, Bernardo Daddi etc. in Siena e nel contado con documenti critici e 70 illustrazioni, Siena, 1939.
- Documenti e commenti per la storia dell'arte con numerose illustrazioni, Firenze, 1944.
- Fonti e commenti per la storia dell'arte senese. Dipinti e sculture in Siena, nel suo contado e altrove, Siena, 1944.
- Raccolta di nomi e modi di dire in uso nella città di Siena e nei suoi dintorni, Siena, 1944.